# Нинкович, Никола
Никола Нинкович (серб. Никола Нинковић; родился 5 мая 1992, Богатич, Югославия) — сербский футболист, полузащитник клуба «Торпедо» (Кутаиси).

## Клубная карьера
Нинкович — воспитанник столичного клуба «Партизан». 31 марта 2012 года в матче против «Рада» он дебютировал в чемпионат Сербии. В своём дебютном сезоне Нинкович стал чемпионом страны. 11 августа в поединке против «Борчи» Никола забил свой первый гол за «Партизан». В составе клуба он ещё дважды выиграл чемпионат. В начале 2016 года Нинкович перешёл в итальянский «Дженоа», но для получения игровой практики сразу же был отдан в аренду в «Кьево». 20 апреля в матче против «Фрозиноне» он дебютировал в итальянской Серии A. Летом того же года Нинкович вернулся в «Дженоа». 2 октября в матче против «Болоньи» он дебютировал за основной состав. 25 октября в поединке против Милана Никола забил свой первый гол за «Дженоа».
Летом 2017 года Нинкович был арендован «Эмполи». 9 сентября в матче против «Палермо» он дебютировал в итальянской Серии B. 16 сентября в поединке против «Асколи» Никола забил свой первый гол за «Эмполи».
Летом 2018 года Нинкович перешёл в «Асколи». 26 августа в матче против «Козенцы» он дебютировал за новую команду. 25 сентября в поединке против «Салернитаны» Никола забил свой первый гол за «Асколи».

## Карьера в сборной
В 2011 году в составе юношеской сборной Сербии Нинкович принял участие в домашнем юношеском чемпионате Европы. На турнире он сыграл в матчах против команд Англии и Франции.
В 2012 году в составе юношеской сборной Сербии Нинкович принял участие в юношеском чемпионате Европы в Эстонии. На турнире он сыграл в матчах против команд Хорватии и Англии. В поединке против англичан Никола забил гол.

## Достижения
«Партизан»
- Чемпион Сербии (3): 2011/12, 2012/13, 2014/15